# Mitologia europea
La mitologia europea  o folklore europeu es refereix al folklore del continent europeu, especialment estudiat d'una manera comparativa. Òbviament, no existeix una únca cultura europea, però no obstant, la història comuna de cristiandat durant l'edat mitjana i l'Edat moderna ha resultat en que diverses tradicions siguin compartides entre les cultures ètniques o regionals d'Europa. Se sol utilitzar la concepció més ampla de mitologia indoeuropea.
Això concerneix notablement les tradicions comunes basades en la mitologia cristiana, com els aspectes més comuns del Nadal, els regals de Nadal, o costums associats al Dia de les Ànimes.
A més a més, hi ha diversos gestos i pràctiques apotropaiques trobades en parts grans d'Europa, com picar fusta (o ferro) o creuar els dits.

## Història
La cultura de l'Antiguitat clàssica, incloent-hi la mitologia, la religió hel·lena i els cultes màgics van influir en gran manera durant l'etapa formativa del cristianisme, i es pot trobar com a substrat en les tradicions de tots els territoris anteriorment colonitzats per l'Imperi Romà, i per extensió en aquells territoris que van adoptar el cristianisme durant l'edat mitjana. Això inclou tot Europa, gran part de l'Orient Mitjà i Àfrica del nord. Aquestes tradicions heretades de les creences populars de l'època romana s'anaren fusionant amb les tradicions locals, molt notablement amb les germàniques, celtes i eslaves. Moltes tradicions populars s'originaren també per contacte amb el món islàmic, sobretot als Balcans i a la península Ibèrica, que van ser governats durant molt de temps per imperis islàmics. El resultat d'aquest contacte cultural és visible per exemple a la tradició del Morris dance a Anglaterra, una adaptació dels balls "moros" del període medieval.
El resultat foren les tradicions europees (relacionades però regionalment diferenciades) que existiren fins als inicis de l'Edat moderna.

## Història universal segons autors europeus cristians
A l'edat mitjana, Saxo Grammaticus va escriure a la Gesta Danorum que "als temps antics tres tipus de mags":
- Els gegants

Un llinatge de dimensions superiors a la dels éssers humans. Foren el primer llinatge. Tenien el poder d'obscurir les seues cares, les d'altres i dels objectes. L'era del seu domini és considerat l'Edat dels Gegants.
- Els endevins

Vingueren després dels gegants. Pioners en l'endevinació mitjançant les entranyes. Més menuts i intel·ligents que els gegants. Igual que els gegants, tenien el poder d'obscurir les seues cares, les d'altres i dels objectes.
Guerrejaren amb els gegants i els guanyaren, establint-se com als seus governants i "déus". L'era del seu domini és l'Edat dels Mags.
- Els bruixots[4]

Un encreuament dels anteriors llinatges. Eren menys grans que els endevins i eren inferiors en poders màgics que els endevins. Eren més intel·ligents que els anteriors.
Segons Saxo G. els hòmens de les èpoques anteriors (com els antics romans i els nòrdics) al triomf dels cristianisme creien en falsos déus que consistien en éssers d'aquests tres llinatges.
Al pròleg de l'Edda prosaica, Snorri Sturluson, també presenta una història universal.

## Característiques
Les característiques comunes s'han tractat d'explicar afirmant que la coincidència entre els mites grecs, nòrdics i el bramanisme ve d'un origen comú: la mitologia de les creences religioses dels aris. Aquesta explicació fou refutada al provar-se que la mitologia grega copia la semítica, concretament la mesopotàmica.
Les característiques parcialment en comú entre alguns pobles s'expliquen per "un culte comú en un període que visqueren junts".
Les característiques generals són:
- No hi ha un déu comú a totes les mitologies europees.[7]
- El Sol i la Lluna són germans de diferent sexe.[2]
- Els llops són generalment criatures d'origen demoníac.[8]

## Tradicions regionals
- Europa del nord
  - Mitologia anglesa
    - Mitologia anglosaxona

  - Mitologia estoniana
  - Mitologia finesa
  - Mitologia lituana
  - Mitologia escandinava
  - Mitologia celta
    - Matèria de Bretanya
    - Mitologia irlandesa
    - Mitologia de les Hèbrides
    - Mitologia escocesa
    - Mitologia gal·lesa
- Europa occidental i Del sud
  - Mitologia alpina
  - Mitologia catalana
  - Mitologia holandesa
  - Mitologia francesa
  - Mitologia alemanya
  - Mitologia italiana
  - Mitologia suïssa
- Europa oriental
  - Mitologia albanesa
  - Mitologia txeca
  - Mitologia hongaresa
  - Mitologia romanesa
  - Mitologia eslava
    - Mitologia polonesa
    - Mitologia russa
    - Mitologia sèrbia
    - Mitologia ucraïnesa